# Abbruchgebot
Das Abbruchgebot (auch Rückbau- bzw. Entsiegelungsgebot) ist in Deutschland ein städtebauliches Gebot im Sinn des § 179 des Baugesetzbuchs (BauGB); es verpflichtet Eigentümer, die ganze oder teilweise Beseitigung einer baulichen Anlage zu dulden. Voraussetzung ist, dass die bauliche Anlage den Festsetzungen eines Bebauungsplans nicht entspricht und auch nicht entsprechend angepasst werden kann oder sie städtebauliche Mängel und Missstände aufweist, welche durch eine Modernisierung oder Instandsetzung nicht behoben werden können.
Das Abbruchgebot ist zu unterscheiden von der bauordnungsrechtlichen Anordnung zur Beseitigung einer baulichen Anlage durch Grundstückseigentümer, die aufgrund einer landesrechtlichen Bauordnung erlassen werden kann. Voraussetzung hierfür ist, dass eine Baugenehmigung notwendig ist und nicht vorliegt („formelle Illegalität“) und die Anlagen auch nicht genehmigungsfähig sind („materielle Illegalität“) oder der städtebauliche Missstand zugleich eine Gefahr im ordnungs- oder polizeirechtlichen Sinne für Gesundheit, Leben oder benachbartes Eigentum darstellt.

## Bedeutung
Der Abbruch der baulichen Anlagen muss aus städtebaulichen Gründen erforderlich sein. Das ist der Fall, wenn das Grundstück im Geltungsbereich eines einfachen oder qualifizierten Bebauungsplans liegt und die bauliche Anlage dessen Festsetzungen widerspricht. Seit einer Gesetzesnovelle im Jahr 2013 setzt das Abbruchgebot einen Bebauungsplan jedoch nicht mehr voraus. Ein Abbruch kann auch angeordnet werden, wenn die bauliche Anlage Missstände oder Mängel aufweist, die auch durch eine Modernisierung oder Instandsetzung nicht behoben werden können. Es müssen aber noch besondere Gründe hinzukommen, z. B. muss der vorhandene Zustand die angestrebte städtebauliche Entwicklung hemmen, insbesondere weil sich eine städtebauliche Entwicklungsplanung in der Umsetzung befindet oder die Freilegung einer Fläche ist zur Behebung ungenügender Belichtung und Belüftung erforderlich.
Adressaten des Abbruchgebots sind Eigentümer, gegebenenfalls auch Erbbauberechtigte (§ 200 Abs. 2 BauGB). Es ergeht ein Verwaltungsakt mit Duldungspflicht.
Eigentümer sind nicht verpflichtet, den Abbruch selbst vorzunehmen oder vornehmen zu lassen. § 179 BauGB ermächtigt nur zu einer Duldungsanordnung. Das Recht des Eigentümers, die Beseitigung der baulichen Anlage selbst vorzunehmen, bleibt unberührt (§ 179 Abs. 1 Satz 4 BauGB). 
Die Vollstreckung eines Abbruchgebots richtet sich nach den Verwaltungsvollstreckungsgesetzen der einzelnen Bundesländer. Als Zwangsmittel kommt das Zwangsgeld in Betracht. Die Ersatzvornahme ist nicht möglich, da das Abbruchgebot nicht zur Vornahme der Beseitigung baulicher Anlagen, sondern nur zur Duldung des Abbruchs verpflichtet. Auf die objektive wirtschaftliche Zumutbarkeit kommt es beim Erlass eines Abbruchgebots nicht an. Das Abbruchgebot darf jedoch bei Wohnraum nur vollzogen werden, wenn im Zeitpunkt der Beseitigung angemessener Ersatzwohnraum für die Bewohner unter zumutbaren Bedingungen zur Verfügung steht (§ 179 Abs. 2 Satz 1 BauGB).
Die Beseitigungskosten sind zunächst von der Gemeinde zu tragen. Sie kann allerdings den Eigentümer heranziehen, soweit er durch die Beseitigung Vermögensvorteile hat (§ 179 Abs. 4 BauGB). Der Kostenerstattungsbetrag kann von der Gemeinde durch (separaten) Bescheid geltend gemacht werden, sobald die bauliche Anlage ganz oder teilweise beseitigt ist. Der Betrag ruht als öffentliche Last auf dem Grundstück. Für eventuelle Vermögensnachteile hat die Gemeinde angemessene Entschädigung in Geld zu leisten (§ 179 Abs. 3 BauGB).  

## Österreich
In Österreich ist das Bauwesen eine Angelegenheit der Bundesländer in Gesetzgebung und Vollziehung. Es gibt daher keine landesweit einheitliche Regelung. Abbruchgebote sind gegebenenfalls in den einzelnen Baugesetzen und Bauordnungen geregelt. Ein Beispiel ist § 59 Z 3 des Salzburger Raumordnungsgesetzes. Zur Behebung städtebaulicher Missstände, die auch durch sonstige Festlegungen des Bebauungsplans nicht behoben werden können, können danach Abbruchgebote für Bauten oder Teile davon festgelegt werden.